# Bistum Yopougon
Das Bistum Yopougon (lateinisch Dioecesis Yopugonensis) mit Sitz in der Stadt Yopougon ist ein katholisches Bistum im Erzbistum Abidjan an der Elfenbeinküste. 

## Geschichte
Die Diözese Yopougan wurde am 8. Juni 1982 errichtet, indem das Erzbistum Abidjan geteilt wurde. Es umfasst die Region Agnéby ohne Agboville und einen Teil der Region Lagunes (Dabou, Tissalé, Sikensi, Taabo, Songon und die Großstadt Yopougon). Die Fläche des Bistums beträgt 12 640 km². Es wird im Süden durch das Meer begrenzt, im Osten durch das Erzbistum Abidjan, im Nordosten durch das Bistum Abengourou, im Norden durch das Bistum Yamoussoukro und im Westen durch das Erzbistum Gagnoa. Am 14. Oktober 2006 wurde der Pastoralkreis Agboville zum Bistum Agboville erhoben.
Yopougon ist ein kosmopolitisches Bistum, in dessen Schmelztiegel mehr oder weniger alle Ethnien der Elfenbeinküste sowie Ausländer aufeinandertreffen. Zugewanderte Ethnien sind: Ebrié, Alladjan, Adioukrou, Anyi, Akyé, Abé, Krobou, Abidji und Baule.

## Bischöfe
- Laurent Akran Mandjo, 1982–2015
- Salomon Lezoutié, seit 2015

## Bildung
Das Bistum engagiert sich neben der religiösen Bildung (Katechese) auch im Schulwesen. Es führt Sekundarschulen in Dabou und Yopougon, daneben ein Internat für junge Mädchen in Agboville und Kindergärten in Yopougon. Verschiedene Ordensgemeinschaften engagieren sich für junge Zuwanderer aus dem Landesinnern für deren Integration. Andere wiederum sind in der Berufsbildung tätig.

## Religiöses Leben
Die Diözese ist jung und schnell wachsend. Entsprechend weist sie ein großes und vielfältiges Angebot an Gruppierungen für Kinder, Jugendliche und Erwachsene auf. Es geht von traditionellen Gebets- und Rosenkranzgruppen über Pfadfinder, Lehrlings- (JOC) und Studentenverbindungen (JEC), Justitia und Pax, Charismatische Bewegung, bis zu einer Gruppe „Beziehung zum Islam und anderen nichtchristlichen Religionen“ und „Christus regiert, immer!“.

## Organisation
Das Bistum Yopougon ist in sechs Pastoralkreise aufgeteilt.

### Pastoralkreis Yopougon 1
Dieser Pastoralkreis befindet sich in und um die Großstadt Yopougon und umfasst sieben Pfarreien:
- Pfarrei Saint Bernard in Adiapodoumé
- Pfarrei Saint Mathieu in Niangadon Nord, gegründet 1996
- Pfarrei Sainte Elisabeth in Port Bouët
- Pfarrei Saint Jean in Songon, gegründet 1994
- Pfarrei Saint Pierre in Niangon Süd, gegründet 1973
- Pfarrei Saint Laurent in Yopougon, gegründet 1991
- Pfarrei Saint Marc in Yopougon Toit-Rouges, gegründet 1984

### Pastoralkreis Yopougon 2
Dieser Pastoralkreis befindet sich in und um die Großstadt Yopougon und umfasst neun Pfarreien:
- Pfarrei Saint Notre Dame de l'Assomption in Gesco, gegründet 2002
- Pfarrei Immaculée Conception  Immaculée Conception in Locodjro, gegründet 1972
- Pfarrei Saint Vincent de Paul in Abobo-Doumé, gegründet 2003
- Pfarrei Saint Jean Baptiste in Mamy Adjoua
- Pfarrei Saint André Cathédrale in Yopougon, gegründet 1973
- Pfarrei Notre Dame de l'Annonciation in Yopougon
- Pfarrei Saint Joseph in Yopougon
- Pfarrei Saint Sauveur Miséricordieux in Yopougon, gegründet 1997
- Pfarrei Saint Andréas in Yopougon Andokoi, gegründet 2003

### Pastoralkreis Dabou
Dieser Pastoralkreis befindet sich in ländlichem Gebiet des Departements Agnéby und umfasst neun Pfarreien:
- Pfarrei Saint Michel in Addah, gegründet 2001
- Pfarrei Immaculée Conception in Dabou, gegründet 1896
- Pfarrei Notre Dame in Becedi
- Pfarrei Saint Pierre in Jacqueville, gegründet 1898
- Pfarrei Notre Dame de l'Assomption in Lopou
- Pfarrei Sainte Anne in Toupa, gegründet 195?
- Pfarrei Saint Jean Baptiste in Sassako, gegründet 2001
- Pfarrei Sainte Thérèse de l’Enfant Jésus in Débrimou, gegründet 2003
- Pfarrei Saint in Elibou, gegründet 2003

### Pastoralkreise Adzopé, Agboville und Tissalé
Diese wurde am 14. Oktober 2006 zum Bistum Agboville erhoben.